# 索林一世
索林一世（Thorin I）是托爾金的虛構人物。
索林一世是索恩一世（Thráin I）之子，並繼承了孤山（Erebor）國王及都靈部族領袖之位。他離開孤山（Erebor），遷移去伊瑞德米斯林（Ered Mithrin）。葛羅音（Glóin）繼其位。